# Río Flint (Míchigan)
El río Flint es un río de 126 kilómetros de longitud que discurre por la región Míchigan Central de Míchigan en los Estados Unidos. Las cabeceras del río están en Columbiaville en el condado de Lapeer y fluyen a través de los condados de Lapeer, Genesee y Saginaw. Las ciudades de Lapeer, Flint, Flushing y Montrose se encuentran situadas a lo largo de su curso. 

## Nombre
El nombre del río es una traducción del idioma ojibwa Biiwaanagoonh-ziibi (río Flinty, en español, río 'silíceo', 'de piedra'). Durante un tiempo, una reserva india llamada Pewonigowink (Biiwaanagoonying: por el [río] Flinty) existió cerca de Genesee, Míchigan.

## Curso
El río Flint drena 3449,9 km² de Míchigan, en los condados de Lapeer, Genesee, Shiawassee, Saginaw, Oakland, Tuscola y Sanilac. 
El río se forma en el condado de Lapeer, cerca de Columbiaville, donde se unen su ramal sur y norte. Su caudal se complementa con numerosos arroyos, como Kearsley Creek, Thread Creek y  Swartz Creek en el condado de Genesee, y Misteguay Creek en el condado de Saginaw. El río fluye en dirección suroeste pasando por la ciudad de Flint antes de girar hacia el norte cerca de Flushing. Desemboca en el río Shiawassee en la zona protegida del Refugio Nacional de Vida Silvestre Shiawassee, cerca de la ciudad de Saginaw, al igual que el río Bad y el río Cass. El Shiawassee luego converge con el río Tittabawassee para formar el río Saginaw. El Saginaw desemboca finalmente en la bahía de Saginaw del lago Hurón.

## Características a lo largo del río Flint
El río está represado en el municipio de Richfield para formar el embalse de Holloway, que se inició en 1953 y se completó en 1955. El embalse fue construido, originalmente, como un suministro de agua para Flint, y para mover el río a través de la ciudad más rápidamente con el fin de diluir las aguas residuales. Sin embargo, en 1967, la ciudad compró su agua potable a la ciudad de Detroit, a través de una tubería del lago Hurón, y solo usó el depósito como suministro de agua de respaldo en caso de emergencia. 
La presa C. S. Mott, a solo 8 kilómetros aguas abajo y al oeste de Genesee, forma el lago C. S. Mott y se completó en 1972 para uso recreativo. Las atracciones locales a lo largo del lago incluyen Crossroads Village (hogar del Huckleberry Railroad), Stepping Stone Falls y el barco fluvial Genesee Belle. 
La siguiente presa es la presa de Utah, una presa en gran parte de acero, que se completó en 1928 para evitar que las descargas industriales ingresasen al suministro de agua potable aguas abajo. Desde entonces, sus compuertas se han bloqueado en la posición de apertura para que ya no impidan el flujo del río. 
La presa de Hamilton se encuentra aguas abajo, en el campus de la Universidad de Míchigan-Flint en el centro de Flint. Construida en 1920, en una ocasión también sirvió como puente peatonal, pero ahora está en mal estado. Debido a su deterioro, el Departamento de Calidad Ambiental de Míchigan ordenó que se tomasen medidas para el 2008, y si eso no ocurriera, se rebajara el río para reducir el uso de la presa. En 2008, la ciudad de Flint gastó 30 000 dólares en un estudio de ingeniería previa para evaluar si se necesitaba una nueva presa o si se reparaba la antigua. 
Finalmente, aguas abajo de la presa de Hamilton hay una presa hinchable al oeste del puente Grand Traverse Street. La presa Fabridam se completó en 1979 principalmente con fines visuales y recreativos, ya que retiene muy poco caudal del río. Fue reemplazada en 2001 con una presa Obermeyer Hydro Inc. de 604 000 dólares.
En la ciudad de Flint, el río fluye más allá de los emplazamientos de varias antiguas fábricas de General Motors, especialmente la primera planta de ensamblaje de Chevrolet, que era atravesada por el río, y por el centro de la ciudad a través del campus de la Universidad de Míchigan–Flint y el parque Riverbank. También a lo largo del frente del río está el emplazamiento de la Flint Carriage Factory, más tarde Dort Motors. La Oficina de Durant-Dort Carriage Company, ahora un lugar histórico, está cruzando la calle. Continuando aguas abajo, el río pasa por la Universidad de Kettering y el Hospital McLaren, luego fluye hacia el municipio de Flint y por Flushing. El tramo desde el centro de Flint hasta la Universidad de Kettering está canalizado mediante un canal de hormigón. 
Un sendero recreativo llamado Ruta del Río Flint corre a lo largo del río, desde Grand Traverse Street, en el centro de Flint, hasta Carpenter Road, por un lado, y hasta la Escuela Elemental Johnson en Pierson Road, por el otro. Es un camino pavimentado, excepto detrás de la planta de aguas de Flint. Al norte de Carpenter Road, el sendero se conecta con el sendero del Lago Mott, que va a Bluebell Beach en Bray Road y Stepping Stone Falls en Branch Road, en el municipio de Genesee. Otra parte del Sendero del Lago Mott corre a lo largo del lago desde la esquina de Center Road y Coldwater Road hasta la esquina de Genesee Road y Stanley Road. Juntos, los senderos recorren 34.6 kilómetros. Una organización llamada «Amigos de la Ruta del Río Flint» lo mantiene, además de la Comisión de Parques y Recreación del Condado de Genesee y el Departamento de Parques y Recreación de Flint.

## Fauna, conservación y contaminación
El río ha sufrido décadas y décadas de contaminación industrial, aunque las limpiezas después de la Ley de Agua Limpia han mejorado enormemente la contaminación desde los años 1950-1960. El agua tiene altos niveles de cloruros (que se cree que son el resultado, en parte, de la sal de la carretera), lo que lo hace altamente corrosivo para las tuberías de plomo. Los cloruros no representan una amenaza directa para los peces, la vida silvestre o los humanos, pero causan problemas porque corroen el plomo y otros metales en las tuberías y canalizaciones. 
El río tiene el mismo consejo de pesca que los Grandes Lagos, y viven en él laperca americana, el lucioperca y algunas especies de trucha.

### Crisis del agua de Flint
En abril de 2014, en respuesta a años de aumentos en el costo del agua comprada en Detroit, la ciudad de Flint votó para unirse a un nuevo proyecto de distribución de agua que traería directamente agua a Flint desde el lago Hurón para 2016. Cuando se anunció la decisión, Detroit invocó una cláusula de rescisión en el contrato que cortaba el agua de Detroit para Flint en un año. Las ciudades de Flint y Detroit negociaron para mantener la conexión con el sistema de Detroit, pero finalmente se tomó la decisión de cambiar la fuente de agua de Detroit por el agua del río Flint. Casi de inmediato, los residentes comenzaron a quejarse del sabor y la apariencia del agua, diciendo que estaba turbia y emitía un olor desagradable. 
La ciudad emitió un aviso informando a los residentes de Flint de que su agua contenía niveles ilegales de trihalometanos, un subproducto de cloro relacionado con el cáncer y otras enfermedades. El Centro Médico Hurley, en Flint, publicó un estudio en septiembre de 2015 que afirmaba que la proporción de bebés y niños con altas concentraciones de plomo en la sangre casi se había duplicado desde que la ciudad cambió su fuente de agua. Las pruebas demostraron que después de que el agua salía de la planta de tratamiento de Flint, estaba libre de plomo, pero cuando llegaba al grifo, a veces tenía niveles elevados de plomo. Esto sucedió porque el agua del río Flint era más corrosiva para las tuberías de plomo que la fuente de agua utilizada anteriormente, el lago Hurón; un estudio realizado por el profesor de Virginia Tech, Marc Edwards, una autoridad líder en calidad del agua, mostró que el agua del río Flint corroía las tuberías de plomo a 19 veces la tasa de agua canalizada desde Detroit.

## Ciudades y pueblos a lo largo del río
Las principales ciudades y localidades que atraviesa el río, todas en Míchigan son:
- Montrose
- Flushing
- Flint
- Genesee
- Columbiaville
- Lapeer